# Ischiopsopha landfordi
Ischiopsopha landfordi är en skalbaggsart som beskrevs av Rigout 1995. Ischiopsopha landfordi ingår i släktet Ischiopsopha och familjen Cetoniidae. Inga underarter finns listade i Catalogue of Life.